# Кальмиус
Ка́льмиус (укр. Кальміус) — река, протекающая по территории Донецкой области Украины.

## Физико-географическая характеристика
Река равнинного типа. Принадлежит к бассейну Азовского моря. Исток находится на южном склоне Донецкого кряжа в южной части города Ясиноватая. Протекает по территории Украины в пределах Ясиноватского, Старобешевского, Тельмановского и Новоазовского районов Донецкой области. Впадает в Азовское море в городе Мариуполь.

Длина реки — 209 км, средняя глубина — 2 м, площадь водосборного бассейна — 5070 км², среднегодовой расход воды в районе пгт. Сартана 8,25 м³/с, уклон составляет 0,91 м/км. Замерзает в декабре, вскрывается в марте. В верхней части Кальмиус течёт в юго-восточном направлении, изменяя его на юго-западное в пределах Старобешевского района.

### Притоки
| правый | Минеральная                  |     |    |      |     |
| правый | Водяная                      |     |    |      |     |
| левый  | Берестовая                   |     |    |      |     |
| правый | Скоморошина (Бахмутка)       |     | 23 |      |     |
| правый | Асмоловка (Бахмутка, Дурная) |     |    |      |     |
| правый | Широкая                      | 182 | 11 |      | 5,1 |
| левый  | Богодухова                   | 178 | 13 |      | 6,1 |
| левый  | Обеточная                    |     |    |      |     |
| левый  | Грузская                     | 162 | 47 | 517  | 2,2 |
| правый | Берестовая                   | 154 |    |      |     |
| правый | Камышеваха                   | 140 |    |      |     |
| левый  | Осыковая                     | 135 |    |      |     |
| правый | Мокрая Волноваха             | 115 | 63 | 909  | 2,8 |
| правый | Хан-Тарама                   | 83  |    |      |     |
| правый | Дубовка                      | 81  | 20 |      | 8,3 |
| правый | Кичиксу (Столовая)           | 78  | 18 |      | 7,6 |
| правый | Терновая                     | 69  | 13 |      | 10  |
| правый | Кальчик                      | 6,6 | 88 | 1263 | 2,4 |

- Река Водяная берёт начало в Путиловском лесу за Торгово-промышленной палатой (бывший ДК им. Калинина) и создаёт пруды Новый, Средний и Шахтный. Имеет приток, берущий начало возле ДМПЗ. Река впадает в Кальмиус в районе Щегловки.

- Река Дурная (Бахмутка) берёт начало в урочище Флора. В среднем течении образует Дурную балку. Имеется правый приток — Бабаков ручей. В Кальмиус впадает в районе Боссе.

## Населённые пункты
На реке расположены населённые пункты (вниз по течению): г. Ясиноватая, с. Яковлевка, г. Донецк, пгт. Ларино, с. Придорожное, пгт. Новый Свет, пгт. Старобешево, г. Комсомольское, с. Раздольное, с. Васильевка, с. Староласпа, с. Гранитное, с. Чермалык, с. Павлополь, пгт. Талаковка, пгт. Сартана, г. Мариуполь.

### Кальмиус в Донецке
Верховья реки в черте города — лесопарковая зона, особенно интенсивно поросшая лесом по правому берегу. В 1950-х годах здесь был разбит парк культуры и отдыха имени Ленинского комсомола. В 1961 году в пойме реки создаётся водохранилище. Водохранилище образовано двумя дамбами, расположенными по проспекту Мира на севере и проспекту Дзержинского с юга. На берегах водохранилища создаются станция проката лодок и пляж. На Нижнекальмиусском водохранилище проводятся соревнования по технике парусного туризма. В центре города ширина водохранилища достигает 400 метров, тогда как на севере и юге Донецка ширина самой реки не превышает 10 метров. Благоустроенная набережная реки — популярное место отдыха горожан.

## Хозяйственное использование
Используется для орошения и водоснабжения. На Кальмиусе устроены 4 водохранилища (Верхнекальмиусское, Нижнекальмиусское, Старобешевское и Павлопольское). В Верхнекальмиусском водохранилище заканчивается канал Северский Донец — Донбасс, строительство которого было завершено в 1958 году в целях обеспечения Донбасса питьевой водой. После строительства канала в обход водохранилища было сооружено искусственное русло. Территория Верхнекальмиусского водохранилища является охраняемой санитарной зоной. Нижнекальмиусское водохранилище является каскадом, состоящим из двух водохранилищ, разделённых дамбой. Нижнекальмиусское водохранилище территориально полностью находится в черте города Донецка. В пгт. Новый Свет находится Старобешевская ГРЭС, сооружено Старобешевское водохранилище. В нижнем течении реки сооружено Павлопольское водохранилище.

## Исторические сведения

### Гидроним
Слово Кальмиус позднего происхождения. Известно, что в письме хана Кырыма Гирея от 1762 года Запорожскому Кошу (центральный орган управления Запорожской Сечи) сообщается: «Кальмиюс имянуемое место не токмо нам (Крымскому ханству), но вообще и всему татарскому народу не ведомо». В русских летописях более привычно название Калъкъ («надъ Калкомъ», «за Калокъ реку») и его коррелята Калы, Кали («Книга Большому чертежу»).
По версии, поддерживаемой, например, академиком О. Н. Трубачёвым, в основе второй части гидронима лежит тюркское слово müjüz (‛рог’).

## История

#### Археологический период
Самые древние находки на современных берегах реки относятся к ашельской культуре и имеют возраст более 150 тысяч лет. Это единичные находки классических для раннего палеолита ручных рубил на территории современной Макеевки. Поздний или верхний палеолит (40—10 тысяч лет назад) связан с очень суровым, холодным временем. Ледник продвигался к югу, резко похолодало, климат стал весьма засушливым. Сами степи были необозримыми: Азовского моря в тот период не существовало, а Дон впадал в Чёрное море в районе современного Керченского пролива.
Наиболее ранние находки, свидетельствующие о заселении кальмиусских берегов, имеют возраст 5—6 тысяч лет. К таковым, например, относятся погребения каменного века (6 тысяч лет), обнаруженные при строительстве мариупольского завода «Азовсталь». Останки были окружены древними орудиями труда, предметами быта и украшениями. Новый элемент в области духовной культуры энеолитического населения степи — курган. Характерное погребение эпохи энеолита было обнаружено при раскопках кургана у с. Орловское Тельмановского района. Сверху над прямоугольной могильной ямой, в которой было совершено погребение, была сделана из крупных кусков гранита круглая закладка диаметром 3,5 м. Остатки умершего не сохранились. На дне ямы лежала лишь кремнёвая пластина длиной 14,3 см и шириной до 2 см, на одном конце которой были следы ретуши. На пластине и вокруг неё была красная охра.
В 1959 году в Донецке на улице Радищева (Петровский район) и на территории Центральной горноспасательной станции (Киевский район) были вскрыты ещё два захоронения. Первое погребение относится к началу бронзового века (рядом со скелетом обнаружены большой кремнёвый нож, тщательно отшлифованный клиновидный топор и четыре тонко выделанных наконечника метательных дротиков).

Второе погребение относится ко второй половине третьего тысячелетия до нашей эры, эпохи древнеямной культуры бронзового века. Недалеко от Мариуполя (п. Старый Крым) обнаружены остатки погребённого с частичной посмертной моделировкой глинистой массой лица (разновидность мумификации), что характерно для днепро-азовской катакомбной культуры.

К срубной культуре бронзового века относятся погребения, обнаруженные возле села Раздольное Старобешевского района и в районе Ляпинской балки (г. Мариуполь). А также срубный курган, раскопанный у села Чермалык Тельмановского района. Здесь после совершения трёх погребений и возведения над ними небольшого кургана вокруг насыпи был выкопан ровик, огородивший подпрямоугольное пространство. В ровике оставили несколько проходов, расположение которых не случайно, а сориентировано по определённым сторонам света. На его дне к северу, востоку и западу от центра кургана положили по одному конскому черепу. Северный был направлен мордой на запад (его, при этом, положили на место костра), восточный — на север, западный — на юг. Вероятно, в ровике, остававшемся открытым какое-то время, совершали определённые ритуальные действия, следы которых в виде остатков костров, костей овцы и лошади были найдены во время раскопок. Лишь спустя некоторое время в кургане совершили ещё 2 погребения и он был досыпан так, что земля скрыла ровик.

#### От киммерийцев до татар
Во 2 тыс. до н. э. в Приазовских степях жили племена киммерийцев. Киммерийское население имело комплексное земледельческо-скотоводческое хозяйство. Однако иссушение климата (Катастрофа бронзового века) вынудило их перейти к кочевому скотоводству. Постепенно значительная часть населения покинула степные районы и переселилась в места с более благоприятными природными условиями — лесостепь и прилегающие к ней районы правобережья и левобережья Днепра, территории предгорного Крыма и Северного Кавказа, в частности Закубанья. В XII—X вв. до н. э., по сравнению с предшествующим периодом, в степной зоне между Доном и Дунаем наблюдается десятикратное уменьшение количества поселений и погребений

В VII до н. э. киммерийцев сменили в степях Приазовья скифы-сколоты, соседствовавшие с ними ещё в начале I тысячелетия до н. э. Царские скифы освоили водный путь из своего торгового города Гелона, расположенного в устье реки Самары, левого притока Днепра в Меотиду. Этот путь назывался Герр и пролегал вверх по Самаре, её притоку Волчьей и далее в Кальмиус. 

Упоминание о связке Волчья — Кальмиус можно найти у древнегреческого историка Геродота (V в. до. н. э.). «Из их земли [фиссагетов] текут четыре большие реки через область меотов (Приазовье) и впадают в так называемое озеро Меотиду (Азовское море). Название этих рек: Лик (греч. Λύκος), Оар (Миус), Танаис (Дон) и Сиргис (Северский Донец)» (История (Геродот). Кн. 4:123). Геродот называет реку Кальмиус, а заодно и реку Волчью, являвшихся частями одного водного пути — Лик (от «lukos» — «волчья»). Поздние тюрки называли реку Кальмиус — «Каялы», также считая её продолжением днепровской Каялы (реки Волчьей, притока Самары) на пути к Азовскому морю.

В II веке на смену скифам пришли родственные им сарматские народы (сираки, языги, яссы, аорсы, аланы, роксоланы и др.) населявшие до этого пространства между Волгой и Доном. Поселения сарматов, в свою очередь, подверглись нападению готов — германских племён, вторгавшихся в Приазовье и северное Причерноморье с берегов Вислы. Захватив эти земли, готы возглавили племенной союз, куда, кроме собственно готов, вошли также германские, сарматские и праславянские племена. В землях к востоку от Днепра хозяйничали кочевники сармато-аланы.
В 371 году гунны напали на владения готского племенного союза в северном Причерноморье и стёрли с лица земли все островки оседлости и земледелия, которые существовали к этому времени на этой земле.
В VII веке в Приазовских степях сложился могущественный союз тюркоязычных протоболгарских племён — Великая Болгария, во главе которой стоял Кубрат-хан. После его смерти этот союз распался. Разъединённые болгарские племена не смогли противостоять новым завоевателям, пришедшим с востока — хазарам. В последующие годы по берегам Кальмиуса кочевали аланы, угры, болгары. В VI веке в эти земли пришли авары, а в VIII веке — хазары.

С кочевниками упорную борьбу вели племенные союзы славян, также имевшие виды на эти земли. Опустошительные набеги печенегов в конце X — начале XI веков привели к тому, что население из прикальмиусской зоны, также как и всего Приазовья, ушло за Северский Донец, в леса — «…ведение нормального земледельческого хозяйства южнее… было невозможно из-за печенежской опасности…». К этому же периоду относится пользование Залозным путём. Это древний юго-восточный торговый путь: Киев — Переяславль — Канев, далее по водоразделу между Днепром и Северским Донцом к верховьям реки Кальмиус. Он связывал Поднепровье с Азовским и Чёрным морем, Тмутараканью. Название этого пути свидетельствует о том, что он уходил «за лозы», то есть за плавни в районе Днепровской луки и находящиеся восточнее её речные долины, поросшие лозой. Особенно важное значение имел для Руси в VIII—X веках. Об этом пути упоминается в летописях 1168 и 1170 годов.
Место битвы русского князя Игоря с половцами на реке Каялы (Кальмиус) — при впадении в Кальмиус справа р. Камышевахи (ниже с. Старобешево). Летопись «Слова о полку Игореве» гласит: «отбиваясь от преследовавших его врагов, брат Игоря Всеволод двигался идуще в кругъ при езере», то есть он поднимался по округлой возвышенной гряде, очерченной «гигантским циркулем» водного потока и нижним краем ныряющей в озеро (ср. южнославянское «krug» — «холм», «гора правильной округлой формы»).
В середине XI века на берега Кальмиуса пришли половцы, совершавшие свои набеги на южные рубежи славянских поселений. В XIII веке началось монголо-татарское нашествие на Русь. В битве на реке Калке 31 мая 1223 года монголо-татарские орды разбили половцев и войска пришедших к ним на помощь князей Киевской Руси. В последующие столетия, вплоть до середины XVI века прикальмиусские земли оставались почти безлюдными. Там не было оседлого населения. Появлялись то крымские татары, то кочевники-ногайцы и калмыки. Эти земли были составной частью Дикого поля, занимавшего значительную территорию — всё междуречье Днепра и Дона от Северского Донца и до Азовского побережья. В середине XV века значительная часть земель Дикого поля была присоединена к Крымскому ханству, попавшему вскоре в зависимость от Османской империи.

### Кальмиусская сакма
«Ещё в последние годы царствования Иоанна Грозного, открыта была новая дорога крымцев через Кальмиус и Донец под Гребенниковыми горами между реками, из которых одни по правую сторону впадают в Дон, а по левую в Донец». Эта дорога получила название «Кальмиусский шлях» или «Кальмиусская сакма» и проходила от Перекопа вдоль побережья Азовского моря мимо устья реки Молочные Воды (совр. Молочная), до реки Кальмиус и вдоль неё к её истокам. Далее она вела к переправе через Северский Донец чуть выше впадения в него реки Айдар и далее по водоразделу рек Оскола и Айдара. Вблизи Валуек, Оскола (ныне Старый Оскол), через водораздел Оскола и Дона выводила к переправе через реку Тихая Сосна на безлесном участке в районе современной административной границы Белгородской и Воронежской областей, где сливалась с Муравским шляхом.

Водный путь, также именовавшийся «Кальмиусской сакмой» пролегал от Азовского моря по рекам Кальмиус, Кривой Торец и Казённый Торец, Северский Донец, Оскол, Тихая Сосна в Дон. На этом пути существовало два волока между истоками Кальмиуса и Кривого Торца, а также от Оскола к Тихой Сосне (притоку Дона). Кальмиусская сакма описана в «Книге Большому чертежу» и в XVI — 1-й половине XVII веков была одним из главных путей, по которому крымские и ногайские татары совершали грабительские набеги на южные районы России. Для обсуждения этого вопроса в 1571 году были собраны в Москве к князю Воротынскому Путивльские и Рыльские станичные головы, которые показали, что нужно усилить сторожевые посты на Осколе Усть-Убли и на Донце усть-Богатый Затон. В результате 8 апреля 1579 года русское правительство специально организовывает в Диком поле погранично-сторожевую службу и формирует подвижные отряды для патрулирования по степным шляхам от Дона и Миуса до Кальмиуса и Самары.

#### Запорожская Сечь
Переселение крестьян из России и с Украины в прикальмиусские степи и Приазовье началось в конце XV столетия. Одних сюда привлекали охотничьи угодья и возможность заниматься рыболовством, скотоводством, пчеловодство. Другие бежали от помещиков, спасались от судебных преследований. Эти же причины привели за пороги Днепра беглецов из Речи Посполитой и Московского государства. К этому же периоду относится и заселение казаками берегов Дона. Запорожские поселенцы вели торговлю с переселенцами, осевшими по берегам Кальмиуса, Миуса и Дона. Помимо сухопутных шляхов, возобновляется движение по водному пути: из Днепра по Самаре, затем по Волчьей и её притоку Солоной. Волок до Кальмиуса составлял около 25 км. Иногда водораздел преодолевался на возах, на которые грузились казачьи «дубки» и «чайки». Запорожские чумаки ходили в Азовье за солью и рыбой. Потому вскоре этот путь стали называть «солоным». Конец XVI — первая половина XVII вв. ознаменовались целым рядом морских походов запорожских казаков (иногда совместных с донскими казаками) против Крымского ханства и Турции. Иногда, отправляясь в такой поход, запорожцы не спускались по Днепру, в низовьях которого турки построили крепость Кизыкермен и перегородили реку железной цепью, а использовали Солоный путь. Этим же путём казаки пользовались при возвращении из походов, особенно, если их преследовали турецкие корабли. Кальмиус — река быстрая, во многих местах порожистая, для хождения больших кораблей малопригодная. Путь этот в дальнейшем использовали до XVIII века.
В начале XVI века в устье Кальмиуса на правом его берегу возник сторожевой пост Домаха (Адомаха). До этого здесь существовали поселения беглых крестьян, периодически разоряемых татарскими набегами. В 1611 году Домаха становится центром обширной Кальмиусской слободы, а затем и Кальмиусской паланки, одной из семи входящих в состав основанной в 1550 году Запорожской Сечи. В крепости Домаха находилась церковь и торговые лавки. Сама паланка была самой большой по территории и наименьшей по количеству оседлого населения. Прирост населения вдоль берегов Кальмиуса в середине XVII века был связан с военными действиями 1648-54 годов, ведшимися Богданом Хмельницким против польской шляхты.

#### Российская империя
30 апреля 1746 года Кальмиус по указу императрицы Елизаветы превращается в границу между Запорожским и Донским казачьими войсками.
В результате русско-турецкой войны 1768-74 годов турки и татары были вытеснены из приазовских степей. После этого началось довольно быстрое заселение Дикого поля. Колонизируя отвоёванные территории, царское правительство раздавало право на пользование землёй помещикам, чиновникам и офицерам, пригласило немецких колонистов.
В апреле 1778 года царствовавшая российская императрица Екатерина II, учитывая заинтересованность России в освоении земель на побережье Азовского моря и в бассейне Северского Донца, принимает ряд законодательных актов, продолживших начатую ранее колонизационную политику. Начато переселение в южнорусские губернии христианского населения Крыма (греков, валахов, грузин, армян, румын). Грамоту об этом, подписанную Екатериной II, греки получили 21 мая 1779 года. Ордером князя Потёмкина от 2 октября 1779 года за греками окончательно закреплялись земли Азовской губернии Мариупольского уезда. Им была дарована земля по правому берегу реки Кальмиус от впадения в неё речки Березнеговатой до устья. Западная граница их земель проходила по руслам рек Берда и Мокрые Ялы. На севере же их земли лежали по левому берегу рек Волчьей и её притока Солоной.

К этому времени на месте уничтоженной турками в 1769 году крепости Домаха был заложен уездный город Павловск. Строительство же его началось в 1780 году. Тогда же по ходатайству греческих переселенцев он был переименован в Мариуполь. Выходцы из 13 крымских деревень направились к Кальмиусу и основали на его правом берегу шесть сёл: Бешев, Большую Каракубу, Ласпи, Карань, Чермалык и Сартану. Деревню, как правило, заселяли выходцы из нескольких крымских сёл, а вновь образованному селу присваивали название той крымской деревни, переселенцы из которой составляли большинство. Жители наиболее крупных крымских сёл при основании новых сёл ни с кем не объединялись. Так возникли сёла: Бешев, Большая Каракуба и Сартана. Все они сохранили свои названия. Впрочем, некоторые сёла выросли там, где греки провели предыдущую зиму, на месте их первых землянок. Так что ряд сёл были основаны на год раньше, то есть в 1779 году. В это же время на месте разросшихся за счёт беглых крестьян запорожских зимовников, в верховьях Кальмиуса и ниже по его течению, возникают сёла Авдотьино и Александровка, слобода Григорьевка, деревня Семёновка.

#### Современность
В 1918 году Кальмиус стал границей гетманской Украины и Области Войска Донского. В 1919 году западный берег реки контролировала повстанческая армия Махно
Начиная с 30-х годов на Кальмиусе строятся водохранилища.
В сентябре 1943 года река становится ареной столкновения немецких и советских войск.
В 1958 году вводится в эксплуатацию Старобешевское водохранилище: занимает 900 гектаров, воды в нём 27 миллионов кубометров. Верхнекальмиусское сооружено в 1961 году, площадь его 140 гектаров, объём воды 14,3 миллиона кубометров. В 1970 году закончено строительство Павлопольского водохранилища, которое стало хорошей подстраховкой Старо-крымскому водохранилищу на реке Кальчик для снабжения водой Мариуполя.

## Животный мир
В верхнем течении Кальмиуса обитает лишь пескарь, в среднем — наиболее многочисленны пескарь, пиленгас, уклея, овсянка, голавль, карп, карась, окунь, щука и судак. В устье реки видовой состав рыб уменьшается, среди них преобладает пескарь, а другие виды (горчак, сазан, колюшка) встречаются редко. В весеннее время в Кальмиус входит шемая, рыбец и некоторые другие рыбы Азовского моря

## Экология
Вода р. Кальмиус на всем протяжении не соответствует требованиям стандарта на питьевую воду, а большинство загрязнителей превышают предельно допустимые концентрации (ПДК) в несколько раз. В Кальмиусе уже 10 лет запрещено купаться.